# Castillo de Örtofta
El Castillo de Örtofta (en sueco: Örtofta slott) es un castillo en el municipio de Eslöv en Escania, Suecia.

## Historia
A finales del siglo XV, fue construido un edificio principal con forma de castillo, los restos del cual todavía son parte de la antigua estructura actual. Probablemente fue Tönne Vernersen Parsberg, quien murió en 1521, quien hizo construir la estructura permanente, que forman parte del actual castillo. Mediante herencia, Örtofta pasó a pertenecer a varias familias nobles, incluyendo miembros de la familia Barnekow. Se realizaron renovaciones en la propiedad y en el parque barroco circundante. Durante la década de 1860, el castillo y sus dependencias adquirieron su forma actual.